# Ab tam tenui initio tantae opes sunt profligatae
La locuzione latina Ab tam tenui initio tantae opes sunt profligatae tradotta letteralmente, significa: "Da così modesto inizio furono sconfitte ricchezze così grandi" (Cornelio Nepote, Pelopida, lI).
La frase può essere interpretata nel senso che spesso la virtù, che alberga anche nell'uomo povero e modesto, è superiore alle ricchezze, e ha il sopravvento su di esse.